# Craspedonispa
Craspedonispa là một chi bọ cánh cứng trong họ Chrysomelidae.
Chi này được Weise miêu tả khoa học năm 1910.

## Các loài
Các loài trong chi này gồm:
- Craspedonispa modesta Weise, 1910
- Craspedonispa saccharina Maulik, 1930